# Колпаков, Александр Александрович
Алекса́ндр Александрович Колпако́в (на эстраде известен как Александр Колпаков или Саша Колпаков; род. 15 февраля 1943, Чкаловская область) — гитарист-виртуоз, певец и композитор. Заслуженный артист России (2000).

## Биография
Александр родился в семье цыган-сэрвов в Оренбургской области. Его отец занимался торговлей лошадьми. Саша взял в руки гитару в 11 лет. В 60-е годы приехал в Москву, где закончил Московский университет имени Крупской по классу семиструнной гитары, в то же время начав работать в театре «Ромэн». Являлся музыкальным руководителем этого театра многие годы. Хорошо известен не только как исполнитель-инструменталист и певец, но и как композитор. Автор целого ряда инструментальных пьес и прекрасных обработок для семиструнной гитары.
В 1990 создал ансамбль «Колпаков Трио», первый ансамбль российских цыган, выступавший в США после распада СССР.
Альбомы с записями Александра Колпакова выходили в России, в Швейцарии, во Франции, в Германии, в США. Альбом Rodava tut («Ищу тебя») в 1996 был назван[кем?] во Франции одним из лучших музыкальных альбомов мира.
В 1998 году в составе ансамбля «Колпаков Трио» принял участие в культурном проекте «Цыганский караван», совершив полуторамесячный тур по 25 городам США.
25 сентября 2000 был удостоен звания Заслуженный артист РФ.
В 2002—2004 «Колпаков Трио» провели совместный проект с американской группой «Талисман».